# Розовые пантеры
Розовые пантеры (англ. Pink Panthers) — преступная группировка из Восточной Европы. «Розовые пантеры» специализируются на ограблении ювелирных магазинов. За время существования они совершили ограбления на общую сумму почти в 500 миллионов долларов. Численность банды «Розовые пантеры» оценивается в 120—160 человек.
Преступная группировка «Розовые пантеры» начала действовать в начале 90-х годов, а костяк её составили, по некоторым сведениям, выходцы из Черногории. Название группировки было дано после кражи бриллианта стоимостью в 500 тыс. фунтов стерлингов в Лондоне, когда камень был спрятан в баночке с кремом для лица, как в фильме «Возвращение Розовой пантеры». Члены банды «Розовые пантеры» используют краденые подлинные документы, отличаются особой дерзостью, после налёта мгновенно покидают страну, а драгоценности практически никогда не находятся.
По данным Интерпола, похитители были идентифицированы и связаны посредством сопоставления ДНК. В 2005 году в Белграде были арестованы трое сербов, двое мужчин и одна женщина. В октябре 2007 года они были приговорены к тюремному заключению судом в Сербии за кражу ожерелья графини де Вандом на сумму около 15 миллионов фунтов стерлингов (30 миллионов долларов США) из ювелирного бутика в Токио, которое было крупнейшим в Японии когда-либо организованным ограблением драгоценностей в марте 2004 года. Лидер банды был приговорен к семи годам лишения свободы, в то время как двое других были приговорены к менее строгим приговорам. 
Рекордная добыча досталась «Розовым пантерам» в декабре 2008 года в Париже, когда, ограбив магазин ювелирного дома Harry Winston, грабители унесли драгоценностей на 80 миллионов евро. Кроме того, в июле 2013 года один из членов банды ограбил выставку ювелирного дома Leviev, унеся с собой драгоценностей на общую сумму около 136 млн долларов.
В июле 2013 года двое преступников из банды «Розовые пантеры» сбежали из швейцарской тюрьмы.

### В популярной культуре
Группировка «Розовые пантеры» фигурирует в 6-м сезоне сериала «Белый воротничок».